# 格林德伯恩
格林德伯恩（Glyndebourne）是英格兰雷威斯的一个鄉村別墅，建于16世纪初。1913年约翰·克里斯蒂从祖父手上继承了这栋别墅，并将其改造成一个歌剧院。1934年起每年格林德伯恩歌剧节在这里进行。